# 永田実 (ジャーナリスト)
永田 実（ながた みのる、1934年12月3日 - 1991年11月2日）は、日本のジャーナリスト。
静岡県浜松市出身。自宅は千葉県船橋市東中山。
慶應義塾大学経済学部を卒業後、日本経済新聞社に入社。モスクワ支局やロンドン支局で国際報道の経験を積んだ後、同社の論説委員を経て、1988年から論説副主幹を務めた。
1989年に大病のため手術を受けて以来、自宅療養を続けていたが、1991年11月2日午前8時8分、心不全のため虎の門病院（東京都港区）で死去。56歳。同月4日、葬儀が営まれた。

## 略歴
- 1934年12月3日 - 出生[1]
- 1957年 - 慶應義塾大学経済学部を卒業[1][5]。日本経済新聞社に入社[1][5]
- 1965年 - インディアナ大学ソ連東欧研究所に留学（ - 1966年）[5]。計画経済論を研究[1]
- 1969年 - モスクワ特派員[2]（ - 1973年）[5]
- 1973年 - 外報部次長（ - 1977年）[5]
- 1978年 - ロンドン支局長[1]
- 1981年 - 論説委員[2]（ - 1988年）[5]
- 1986年12月10日 - 第17期国語審議会（文化庁）委員（ - 1988年12月9日）[6]
- 1988年 - 論説副主幹（ - 1991年）[1]
- 1989年2月16日 - 第18期国語審議会委員（ - 1991年2月15日）[7]
- 1991年11月2日 - 死去[2]

## 著書

### 単著
- 『ボルシチの味――小説・モスクワ特派員のソ連観察』サイマル出版会、1975年。
- 『イワンのそろばん――ソ連経済ざっくばらん』日本経済新聞社〈朝日常識講座　第9〉、1976年。
- 『謎ときもめごとの世界地図――技術・戦略・政治』日本経済新聞社、1985年10月24日。ISBN 9784532093921。
- 『ルーブル――ソ連の国際経済戦略』教育社〈ワールドブックス〉、1986年2月。ISBN 9784315502411。
- 『ゴルバチョフ「次の手」を読む――標的は日本』講談社、1988年12月1日。ISBN 9784062028226。
- 『マーシャル・プラン――自由世界の命綱』中央公論社〈中公新書〉、1990年5月25日。ISBN 978-4121009715。

### 訳書
- ボブ・ジョーンズ『ゴルファー/シャーロック・ホームズの冒険』ベースボール・マガジン社、1987年3月。ISBN 9784583026251。

### 共訳書
- 稲田晃久 共著『観測・中ソの経済改革――成功するか歴史的大実験』日本経済新聞社、1988年10月1日。ISBN 9784532088606。